# Agrati Como
Der Agrati Como war ein Motorroller des italienischen Herstellers Agrati, der zwischen 1960 und 1966 produziert wurde. Er gehört zur Klasse der leichten 50-cm³-Fahrzeuge, die in Italien ohne Führerschein und Zulassung gefahren werden durften.

## Geschichte
Agrati entschied sich Ende der 1950er Jahre, eigene Motorroller zu entwickeln, um mit den dominierenden Marken Piaggio (Vespa) und Innocenti (Lambretta) zu konkurrieren. Nach dem Debüt des größeren Modells Capri im Jahr 1958 wurde der Como im Jahr 1960 vorgestellt.
Der Como war in vielerlei Hinsicht ein Pionier: Er gilt als eines der ersten Modelle mit großen Rädern (16 Zoll) im Kleinrollersegment – ein Konzept, das erst Jahrzehnte später mit den sogenannten „High-Wheel-Scootern“ erneut aufgegriffen wurde.
Die ersten Modelle wurden mit Motoren von Minarelli ausgeliefert, später waren es Motoren von Garelli, nachdem Garelli das Unternehmen übernommen hatte. Neben der bekannten 49-cm³-Version existierten auch seltene Varianten mit einem 70-cm³-Motor.

## Technische Daten (Modell 1966)
|                        | Agrati Como (Modell 1966)                              |                                                  |
| ---------------------- | ------------------------------------------------------ | ------------------------------------------------ |
| Bauzeit                | 1961–1966                                              |                                                  |
| Motor                  | Zweitakt-Einzylinder mit Gebläsekühlung (Minarelli W3) |                                                  |
| Bohrung × Hub          | 40 × 39 mm                                             |                                                  |
| Hubraum                | 49 cm³                                                 |                                                  |
| Verdichtung            | 7,0 : 1                                                |                                                  |
| Leistung               | 2,5 PS (1,8 kW) bei 5200/min                           |                                                  |
| Vergaser               | Dell’Orto T49 S1                                       |                                                  |
| Schmierung             | Zweitaktgemisch 1 : 25                                 |                                                  |
| Elektrische Anlage     | Schwunglichtmagnetzündung                              |                                                  |
| Bordspannung           | 18 W/6 V                                               |                                                  |
| Getriebe               | 3-Gang-Getriebe mit Drehgriffschaltung am Lenker       | 3-Gang-Getriebe mit Drehgriffschaltung am Lenker |
| Kupplung               | Mehrscheiben-Ölbadkupplung                             |                                                  |
| Endantrieb             | Kette                                                  |                                                  |
| Rahmen                 | selbsttragende Stahlblech-Monocoque-Konstruktion       |                                                  |
| Maße (L × B × H)       | 1660 × 600 × 1010 mm                                   |                                                  |
| Radstand               | 1050 mm                                                |                                                  |
| Sattelhöhe             | 780 mm                                                 |                                                  |
| Radaufhängung vorn     | Blechpressgabel mit geschobener Kurzschwinge           |                                                  |
| Radaufhängung hinten   | Triebsatzschwinge mit Gummifederung                    |                                                  |
| Bereifung              | 2,25 × 16 Zoll                                         |                                                  |
| Bremse vorn und hinten | Trommelbremse, Ø 102 mm, Belagbreite 20 mm             |                                                  |
| Eigengewicht           | 52 kg                                                  |                                                  |
| Verbrauch              | 1,45 l/100 km                                          |                                                  |
| Tankinhalt             | 5 l                                                    |                                                  |
| Höchstgeschwindigkeit  | 40 km/h                                                |                                                  |

## Besonderheiten
Der Agrati Como kann als Vorläufer moderner Großradroller angesehen werden. Aufgrund seiner kompakten Bauweise und seines geringen Gewichts war er besonders im städtischen Umfeld beliebt.